# IDID
IDID是韓國STARSHIP娛樂旗下全韓籍七位成員出道男子團體，該組合是透過生存節目STARSHIP娛樂推出的社內男團選秀Debut's Plan出道組合，現由七名成員張容熏、金民財、朴元彬、秋喩纂、朴省炫、白峻赫、鄭勢潣所組成，組合預計將於2025年9月15日正式出道。

## 團體資料
團體名稱Idid源於想要做到的意思，以及在最後能夠說我做到了，是在Debut's Plan最後一次直播中介紹的。

## 成員列表
| 漢字       | 韓文   | 羅馬拼音         | 出生日期       | 國籍 | 隊內擔當 |
| ---------- | ------ | ---------------- | -------------- | ---- | -------- |
| 張容熏     | 장용훈 | Jang Yong-hoon   | 2005年4月20日  |      | 隊長     |
| 金民財     | 김민재 | Kim Min-jae      | 2005年8月17日  |      | 小狗     |
| 朴元彬     | 박원빈 | Park Won-bin     | 2006年4月19日  |      | 美男     |
| 秋喩纂     | 추유찬 | Chu Yoo-chan     | 2006年10月3日  |      | 秋秋     |
| 朴省炫     | 박성현 | Park Seong-hyeon | 2007年10月5日  |      | 嘻哈1    |
| 白峻赫     | 백준혁 | Baek Jun-hyuk    | 2008年6月7日   |      | 嘻哈2    |
| 鄭勢潣     | 정세민 | Jeong Se-min     | 2008年10月10日 |      | 老么     |
| 已離開成員 |        |                  |                |      |          |
| 朴俊奐     | 박준환 | Park Jun-hwan    | 2007年1月1日   |      | 不適用   |

## 發展歷程

### 出道前
2024年7月8日，Starship娛樂啟動了一項名為Starship上的NewKids的試鏡項目，以組建他們的最新男子組合。
2025年3月3日，Starship以NewKids為名開設了生存秀的SNS帳號，並發布了logo動圖，他們的宣傳日程表透露，一個由七名成員組成的團體將透過一個名為《Debut's Plan》的生存節目組建，該節目將於2025年3月14日首播。

### 2025年
5月4日，團體名稱正式公佈為IDID，最後公佈的成員名單為第一名金民財、第二名張容熏、第三名白峻赫、第四名朴元彬、第五名秋喩纂、第六名鄭勢潣、第七名朴省炫。
5月5日，確定組合將於2025年下半年出道。
5月15日，Idid在Debut's Plan之後首次以八人團隊的形式在M Countdown上亮相，組合表演了Debut's Plan的原創歌曲之一《Blooming Crown》，仍然是八人團隊的該週出現在更多韓國音樂節目中，接受了Music Bank、Show! Music Core和Inkigayo的演出。
6月2日，公司發表聲明，朴俊奐因私生活退團。
7月4日，Idid將於8月2日作為KCON LA 2025 陣容的一部分在加利福尼亞州洛杉磯的 Crypto.com Arena進行全球首個團體出道表演。
7月13日，在官方YouTube發佈影片並宣布將於7月24日推出先行曲。
7月24日，Idid發行了他們的首張單曲Step It Up，隨後將於8月正式出道。

## 影音作品

### 音樂錄影帶
| 日期     | 歌名       | 影音              | 備註   |
| 2025年   | 2025年     | 2025年            | 2025年 |
| -------- | ---------- | ----------------- | ------ |
| 07月24日 | STEP IT UP | Performance Video | [ 16 ] |

## 外部連結
- IDID的Instagram帳戶
- IDID的X（前Twitter）
- IDID的TikTok
- YouTube上的